# Naowarat Yuktanan
Naowarat Yuktanan ou Nauvarat Yuktanan (thaï: เนาวรัตน์ ยุกตะนันท์), surnommée Jik (จิ๊ก), née le 7 février 1958 à Bangkok, est une chanteuse et actrice thaïlandaise.
Elle a joué dans plus de 200 films.
Beaucoup de ses films ont été tournés en 16 mm sans bande son donc étaient doublés pour les voix et les bruitages par des comédiens en direct lors des projections. Ainsi, par exemple, l'actrice Juree Osiri a souvent été la voix de Nowarat.
De 1977 à 1985, Naowarat Yuktanan et Sorapong Chatree ont joué ensemble dans près de 100 films (Après le duo Mitr Chaibancha et Petchara Chaowarat des années 1960 et le duo Sombat Metanee et Aranya Namwong des années 1970, c'est le nouveau couple vedette du cinéma thaïlandais des années 1977 à 1980).

## Filmographie
- 1976 : แผ่นดินของเรา
- 1976 : เงาราหู
- 1977 : Soul of Bruce Lee / สองเสือใจสิงห์
- 1977 : Mafia defeated / ถล่มมาเฟีย
- 1977 : The man from hell / ใครจะอยู่ค้ำฟ้า
- 1977 : คู่ทรหด
- 1978 : โตไม่โตซัดดะ
- 1978 : เหนือกว่ารัก
- 1978 : แม่นาคพระโขนง
- 1978 : รักเอย
- 1978 : มนต์รักอสูร
- 1979 : Revenge / เลือดทมิฬ
- 1980 : Crime Target / ผ่าปืน
- 1981 : If You Still Love / ถ้าเธอยังมีรัก
- 1981 : ค่าน้ำนม
- 1981 : Ghost Money / เงินปากผี
- 1982 : แม้เลือกเกิดได้
- 1982 : Commando Gold / ทอง ภาค 2
- 1982 : ขุนช้างขุนแผน  ตอนปราบจรเข้เถรขวาด
- 1982 : Asian King / พยัคฆ์ร้าย 6 แผ่นดิน
- 1983 : ดวงนักเลง
- 1983 : สงครามเพลง
- 1984 : คนขวางโลก
- 1984 : Ghost Snake Queen / นางพญางูผี
- 1987 : Ghost in ICU room / เหตุเกิดที่ห้องไอซียู
- 1997 : Bullet Teen / 18 ฝนคนอันตราย
- 2004 : SARS Wars / ขุนกระบี่ผีระบาด
- 2004 : Happy Inn / โรงเตี้ยม
- 2007 : Buslane / เมล์นรก หมวยยกล้อ
- 2008 : Valentine / คริตกะจ๋า บ้าสุดสุด
- 2008 : Dream Team / ดรีมทีม
- 2010 : After School / วิ่งสู้ฝัน